# Roberto Velasco Álvarez

Roberto Velasco Álvarez, jefe de Unidad para América del Norte de la Secretaría de Relaciones Exteriores.

Roberto Velasco Álvarez (14 de septiembre de 1987) es un abogado y político mexicano. Es maestro en Políticas Públicas con una concentración en Finanzas por la Escuela de Políticas Públicas Harris en la Universidad de Chicago. En 2013 se graduó de la Licenciatura en Derecho por la Universidad Iberoamericana en la Ciudad de México.
Durante su estancia en Chicago, fue editor en jefe de Chicago Policy Review, una revista publicada por la Escuela Harris de la Universidad de Chicago. Se desempeñó como fellow en la oficina de Rahm Emanuel, entonces alcalde de esa misma ciudad y exjefe de Gabinete del presidente Barack Obama.
Velasco cuenta con una amplia experiencia en el sector público federal, estatal y local mexicano. Actualmente es jefe de Unidad para América del Norte en la Secretaría de Relaciones Exteriores de México. En la Cancillería, es el funcionario a cargo de la política exterior con los Estados Unidos de América y Canadá, además de la Sección Mexicana de la Comisión Internacional de Límites y Aguas (CILA). Previamente se desempeñó como director general de comunicación social, desde donde coordinó la comunicación de la Cancillería de México con la prensa nacional e internacional. 

## Carrera política
Sus inicios como funcionario público fueron en la Asamblea Legislativa del Distrito Federal. También tiene experiencia en la administración local de la Ciudad de México. En 2017 colaboró en la Dirección Regional para América del Norte del fideicomiso del Gobierno de México que promovía el comercio y la inversión internacional.En 2008 fue dirigente de los Jóvenes del Partido Convergencia (hoy Movimiento Ciudadano) en el Distrito Federal.
Después de las elecciones presidenciales en México, durante el mes de julio de 2018, Velasco Álvarez recibió la invitación por parte del entonces secretario Marcelo Ebrard Casaubon para apoyar el proceso de transición del nuevo gabinete. En diciembre del mismo año fue nombrado director general de Comunicación Social de la Secretaría de Relaciones Exteriores de México.
En 2019, Roberto Velasco formó parte de la delegación mexicana designada por el presidente López Obrador para evitar la imposición de tarifas arancelarias a los bienes de México, lo que hubiese ocasionado una guerra comercial con su socio comercial más importante, Estados Unidos. El entonces presidente estadounidense, Donald Trump, informó que su gobierno impondría tarifas arancelarias a todos los bienes importados desde México. El monto iniciaría en 5% y aumentaría 25% en caso de que México no tomara medidas para frenar los flujos migratorios hacia EE. UU. 
A cargo de la comunicación institucional de la Cancillería, Velasco Álvarez publicó piezas de opinión en medios como The Washington Post, The Wall Street Journal y El País, entre otros. También coordinó con el Canal Once la producción de la serie “México en el exterior” sobre la agenda de política exterior del Gobierno del presidente Andrés Manuel López Obrador.
En junio de 2020, el canciller Ebrard nombró a Roberto Velasco como director general para América del Norte , cargo en el cual estuvo al frente de las negociaciones con Estados Unidos para solventar la crisis de gestión de agua compartida bajo el Tratado de Aguas firmado en 1944 por México y Estados Unidos.
De igual forma, fue pieza clave para que en julio de ese mismo año se llevara a cabo la visita oficial de trabajo del presidente Andrés Manuel López Obrador a su homólogo estadounidense, Donald Trump. La visita se centró en celebrar la entrada en vigor del T-MEC, donde México y Estados Unidos refrendaron la alianza estratégica entre ambos países.
Posteriormente, en diciembre de 2020, fue designado como encargado de Despacho de la Subsecretaría para América del Norte. 
En febrero de 2021, Roberto Velasco presentó el Plan de Trabajo para América del Norte de la Secretaría de Relaciones Exteriores en el Senado de la República. Al terminar sus palabras, las senadoras y senadores de los distintos grupos parlamentarios llevaron a cabo una ronda de preguntas. Al concluir la sesión de preguntas y respuestas, recibió el respaldo del presidente de la Comisión de Relaciones Exteriores, Héctor Vasconcelos, quien señaló que “el Senado de la República se congratula por la reunión llevada a cabo sobre el plan de actividades y responsabilidades para Norteamérica” y expresó a nombre de las comisiones unidas “sus mejores votos por el éxito de las tareas encomendadas al maestro Velasco”.
Con los cambios efectuados en el Diario Oficial de la Federación durante junio de 2021, Velasco Álvarez asume el puesto de titular de la Unidad para América del Norte.
A cargo de la política exterior de México en Norteamérica, Roberto Velasco reactivó algunos de los espacios institucionales que habían estado en pausa tras la administración del presidente Donald Trump. 
En primer lugar, destaca el Diálogo Económico de Alto Nivel (DEAN) , encabezado por la vicepresidenta de Estados Unidos, Kamala Harris, por el secretario Marcelo Ebrard y por la secretaria Tatiana Clouthier. El DEAN busca avanzar en las prioridades estratégicas económicas, sociales y comerciales que son centrales para el impulso del crecimiento económico regional, la creación de empleos, la inversión en la gente y la reducción de las desigualdades y la pobreza en todas sus dimensiones.
Además, retomó el Diálogo de Alto Nivel de Seguridad (DANS) y encabezó la delegación de México que negoció el Entendimiento Bicentenario que reemplazó la Iniciativa Mérida. Un plan que tiene como objetivo disminuir las adicciones y los homicidios, el tráfico de armas, personas y drogas, entre otros objetivos prioritarios comunes de México y Estados Unidos.
Velasco Álvarez también fue un elemento importante en la realización de la IX Cumbre de Líderes de América del Norte (CLAN) que se llevó a cabo el 18 de noviembre de 2021 en Washington D. C.; los presidentes López Obrador y Joe Biden, junto con el primer ministro Justin Trudeau,  se reunieron con el objetivo de trabajar en una América del Norte más próspera, igualitaria y segura. 
De igual manera, el jefe de Unidad para América del Norte trabajó con el canciller Marcelo Ebrard para concretar una visita de trabajo del presidente Andrés Manuel López Obrador a su homólogo estadounidense, Joe Biden, el 12 de julio de 2022. La conversación entre ambos mandatarios permitió avanzar en la amplia gama de temas de la relación bilateral como frontera, seguridad, economía, cambio climático, movilidad laboral, entre otros.